# Céphons
Der Céphons ist ein Fluss in Frankreich, der im Département Indre in der Region Centre-Val de Loire verläuft.

## Verlauf
Er entspringt zunächst unter dem Namen Ruisseau de Saint-Phalier im Gemeindegebiet von Levroux, passiert den gleichnamigen Ort am nördlichen Ortsende und entwässert danach in nordwestlicher Richtung durch ein dünn besiedeltes Gebiet.  Nach rund 19 Kilometern erreicht er schließlich im Gemeindegebiet von Langé einen Seitenarm des Nahon, in den er als rechter Nebenfluss einmündet.

## Orte am Fluss
(Reihenfolge in Fließrichtung)
- Levroux
- Moulins-sur-Céphons
- Entraigues, Gemeinde Langé